# Jacques Riberpray
Jacques Romain Riberpray est un homme politique français né le 26 avril 1832 aux Andelys (Eure) et décédé le 31 mars 1900 à Gaillon (Eure).

## Biographie
Pêcheur sur la Seine, né de l'union de Jean-Pierre Riberpray et Catherine Percheval, il est issu d'un milieu modeste. Maire de Gaillon de 1884 à la date de son décès, conseiller général du canton de Gaillon, il est député de l'Eure de 1899 à 1900. Il est le père du général Georges Riberpray (1861-1917).
Il est nommé chevalier de la Légion d'honneur en 1891.

## Distinctions
- Chevalier de la Légion d'honneur (1891)

## Famille

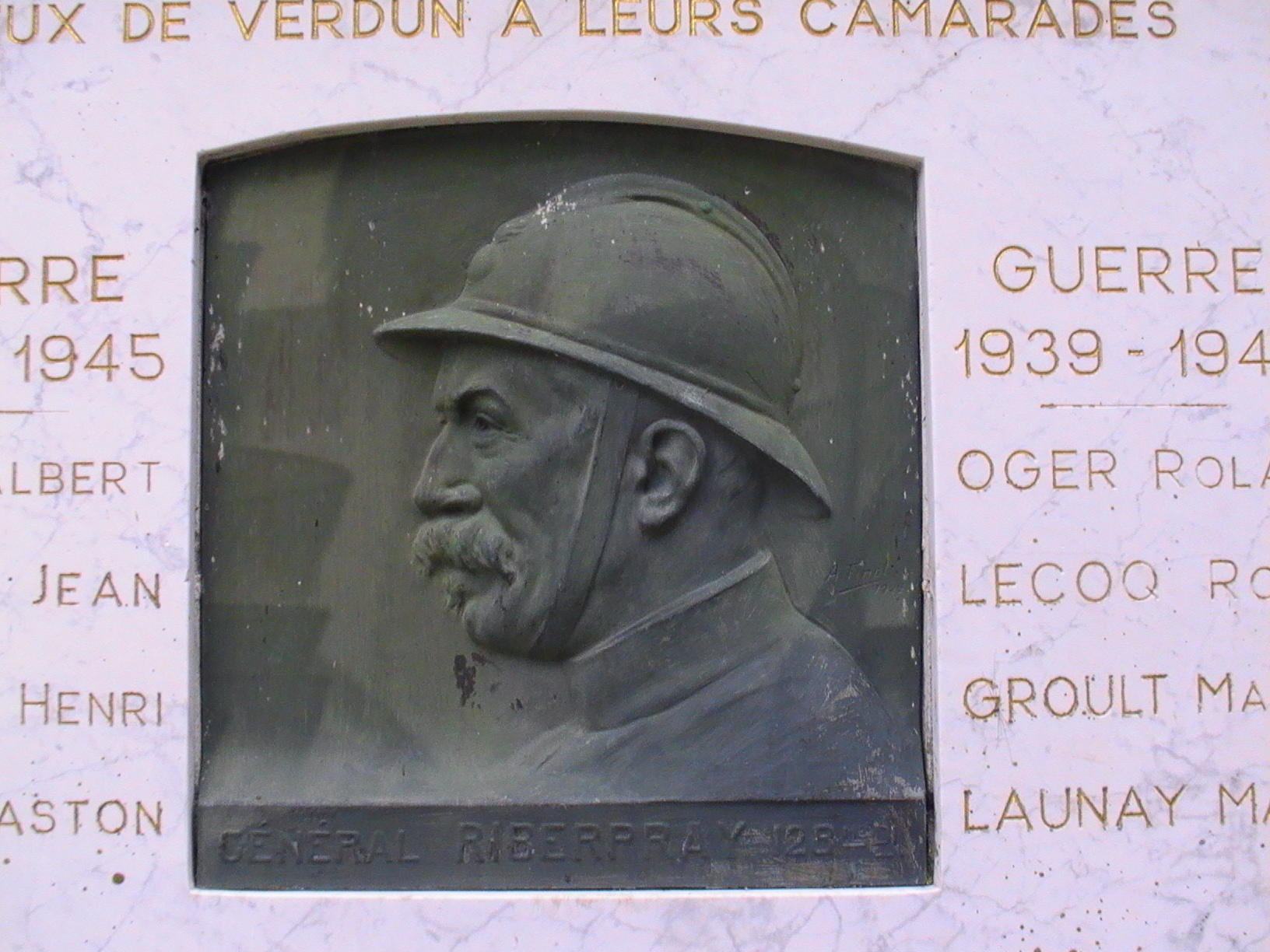
Médaillon à la mémoire du général G. Riberpray.

Le fils de Jacques Riberpray et Clarisse Morel, son épouse, Georges, Émile, Joseph, est né le 3 mai 1861 alors que son père est greffier comptable à la "prison centrale". Il sort en 1885 de l'École polytechnique (promotion X1883) dans le génie. En 1896, il sort capitaine breveté no 68 de l'École supérieure de guerre (scolarité de novembre 1894 à octobre 1896) où il fut professeur-adjoint de fortification jusqu'au 31 mai 1911. Il est nommé chevalier de Légion d'honneur le 29 décembre 1904 alors qu'il est officier d'ordonnance du ministre de la Guerre. En 1912, il est le chef du 1er bureau de l'état-major de l'armée. Promu colonel, il commande en avril 1914 le 10e régiment du génie à Toul. Il est alors promu officier de la Légion d'honneur le 27 janvier 1915. Nommé le 21 mars 1915 général de brigade à titre temporaire, il est à la tête de la 128e division d'infanterie.
Il est tué à l'ennemi le 11 septembre 1917, devant Verdun.
Une caserne de la ville de Metz porte son nom, tandis qu'un médaillon en bronze à son effigie est placé sur le monument aux morts de la ville de Gaillon.

## Sources
- Ressources relatives à la vie publique :   - base Léonore
  - Base Sycomore
- Jean Jolly (dir.), Dictionnaire des parlementaires français, Presses universitaires de France